# Berek Lajcher
Berek Lajcher (ur. 24 października 1893 w Częstochowie, zm. 2 sierpnia 1943 w Treblince) – polski Żyd, lekarz i działacz społeczny, jeden z przywódców konspiracji i powstania w Treblince.

## Życiorys
Wychował się z zasymilowanej rodzinie żydowskiej. Od 1915 mieszkał Warszawie, gdzie studiował na Wydziale Medycznym Uniwersytetu Warszawskiego. Jako student medycyny wstąpił ochotniczo 11 listopada 1918 roku do Legii Akademickiej, jednak już 19 grudnia tego samego roku ze względu na zły stan zdrowia został zwolniony. Wkrótce, zgodnie z uchwałą akademików, zgłosił się na kilka miesięcy do pracy jako wolontariusz w Szpitalu Towarzystwa Dobroczynności dla Żydów w Częstochowie.  
15 lipca 1920 roku w związku z ofensywą bolszewicką (w trakcie wojny polsko-bolszewickiej), Berek Lajcher przerwał studia i ponownie zgłosił się ochotniczo do wojska, gdzie przez cały okres służby pracował w wojskowych służbach medycznych. 6 kwietnia 1921 został zwolniony z 6. zapasowej kompanii sanitarnej, stacjonującej we Lwowie i powrócił do Warszawy, gdzie wznowił studia. W 1925 ukończył studia medyczne i podjął pracę jako lekarz internista i specjalista chorób dziecięcych w Warszawie. 
Od 1927 mieszkał i pracował jako lekarz w Wyszkowie, gdzie angażował się również czynnie w lokalne życie społeczne. Był członkiem zarządu Towarzystwa Przyjaźni kasy Gemilut Chesed oraz Banku Kupieckiego, a także przewodniczącym sekcji ćwiczeń sportowych Makabi Wyszków. Był także członkiem honorowym  Związku Przemysłowców w Wyszkowie. 
Wybuch II wojny światowej zastał Berka Lajchera i jego rodzinę w Wyszkowie. Już w początkowej fazie okupacji niemieckiej, podobnie jak inni wyszkowscy Żydzi został zmuszony do przeniesienia się do Węgrowa. Najprawdopodobniej na początku 1940 roku uruchomił w Węgrowie praktykę lekarską. Był członkiem Rady Żydowskiej i prezesem Żydowskiej Samopomocy Społecznej w Węgrowie. Zainicjował uruchomienie kuchni ludowej w węgrowskim getcie, a także zorganizował szpital i łaźnię do walki z tyfusem plamistym. Wraz z rodziną przeżył pierwszą akcję likwidacyjną w getcie węgrowskim z września 1942 roku, a następnie znalazł się w utworzonym na jego miejsce, małym, zamkniętym getcie. Podczas ostatecznej likwidacji węgrowskiego getta 26 na 27 kwietnia 1943 roku, według relacji świadka została zastrzelona jego żona i 13-letni syn, zaś sam Berek Lajcher został deportowany do obozu zagłady w Treblince. Do Treblinki dotarł 1 maja 1943 roku. Tam został skierowany najprawdopodobniej do komanda roboczego zajmującego się klasyfikowaniem odzieży i szykowaniem jej do wysyłki do Niemiec. Według relacji Samuela Rajzmana i Stanisława Kona Lajcher w obozie, od razu zaangażował się w prace konspiracyjną i w ciągu kilku dni został jednym z przywódców planowanego buntu. Zginął w trakcie powstania w Treblince z 2 sierpnia 1943 roku.